# Hele Sa Hiwagang Hapis
Hele Sa Hiwagang Hapis (englischsprachiger Festivaltitel: A Lullaby to the Sorrowful Mystery) ist ein philippinischer Schwarzweißfilm von Lav Diaz aus dem Jahr 2016. Die Handlung des Films kreist um die philippinische Revolution und hinterfragt die diese umgebenden Mythen. Hele Sa Hiwagang Hapis feierte am 18. Februar 2016 im Rahmen des Wettbewerbs der 66. Berlinale seine Weltpremiere. Mit 482 Minuten Laufzeit handelt es sich um den längsten Film, der jemals in Wettbewerb der Berlinale aufgeführt wurde.

## Handlung
Die Handlung des Films setzt mit dem philippinischen Nationaldichter José Rizal ein, der in Erwartung seiner Hinrichtung sein letztes Gedicht Mi Ultimo Adios verfasst, das im Laufe des Films zwei Mal ausführlich vorgetragen wird. Die Anwesenden bei seiner Hinrichtung sind von Schmerz erfüllt und in der Folge bleibt Rizal einer der Exponenten der Revolution. Im Verlauf des Films wechseln sich verschiedene, nur schwach verbundene Handlungsstränge in ihrer Gewichtung ab. Anfangs gibt es eine bedeutende Zusammenkunft von Simoun mit dem Capitan General der Philippinen, in der Simouns Bewusstseinswandel hin zum Revolutionär und sein Status als von den Spaniern Gesuchter erklärt wird. Es wird deutlich, dass der Capitan General die Revolution dadurch zu bekämpfen sucht, dass er die verschiedenen Fraktionen gegeneinander ausspielt. Seine Geliebte, Cesaria Belarmino, verhalf den Spaniern durch Verrat zu einem Erfolg gegen Andrés Bonifacio und die anderen Revolutionäre. Die Spanier sind sich ihres Erfolgs gegen die Revolution sicher und genießen beispielsweise eine Vorführung des Cinématographe der Brüder Lumière.
Der Capitan General geht eine Verbindung mit Tikbalang ein, der sowohl in männlicher, weiblicher als auch androgyner Inkarnation auftritt, ein, um die Gruppe um Gregoria de Jesus zu beobachten. Dies ist der nächste größere Handlungsblock, in dessen Fokus Nationalheld Andrés Bonifacio und dessen Frau Gregoria de Jesus stehen. Bonifacio wird verwundet, gefangen genommen und in die Berge verschleppt, wo er erschossen und sein Leichnam versteckt wird. Gregoria de Jesus macht sich gemeinsam mit den beiden Frauen Aling Hule und Cesaria Belarmino und dem Priester Mang Karyo auf die Suche nach der Leiche ihres Mannes. Sie vermuten diese auf einem Berg, auf dem sie sich die überwiegende Zeit des Films aufhalten und die Umgebung durchkämmen. Sie treffen auf Tikbalang und eine Frau, deren Mann ebenfalls verschleppt wurde und die ihnen Unterschlupf bietet. Ebenso geraten sie in Kontakt mit einer religiösen Sekte, die ebenfalls die spanische Kolonialherrschaft zu überwinden sucht und sich auf Sebastian Caneo bezieht, der halb als realer Bezug, halb als mystisches Wesen beschrieben wird. Im Verlauf der Suche nach der Leiche Bonifacios gesteht Cesaria Belarmino Gregoria de Jesus, dass sie die Sache der Revolution und insbesondere die Bonifacios Verraten hat. Gregoria attackiert Cesaria und ist kurz davor, sie mit einem Stein zu erschlagen, lässt davon aber ab, weil auch sie nicht ohne Schuld ist.
Der dritte größere Handlungsstrang umfasst Simoun, der von Basilio bei einem Mordversuch angeschossen und von dessen Freund Isagani in der Folge aus der Stadt hinaus zu dessen Onkel gebracht wird. Aufgrund der Verwundung sind Simoun und Isagani auf die Unterstützung eines Bootsführers und eines Bauern beim Transport angewiesen, werden von diesen betrogen und gelangen am Ende dennoch an ihr Ziel. Auf dem Weg sieht Isagani an Dorfbewohnern verübte Gräueltaten und begegnet mit Simoun und dem sie begleitenden Bauer der Gruppe um Gregoria de Jesus und Tikbalang bei einem von der Sekte abgehaltenen Festmahl. In der Folge erreichen Isagani und Simoun ihr Ziel. Der Onkel Isaganis pflegt den Verwundeten, der sich jedoch mit Gift umbringt, als er per Telegramm erfährt, dass die Spanier ihn holen kommen. Vor seinem Tod gesteht er, dass er aus persönlichen Motiven die verschiedenen Fraktionen der Revolution gegeneinander ausgespielt hat. Der Film endet mit dem Aufbruch von Gregoria de Jesus, Cesaria Belarmino und Aling Hule vom Berg. Im Voice-over erklärt Gregoria, dass ihre erfolglose Suche 30 Tage gedauert hat.

## Hintergrund
Die beiden philippinischen Unternehmen Epicmedia Productions und Ten17P waren die Produktionsgesellschaften von Hele Sa Hiwagang Hapis. Die Gesellschaften Potocol und Akanga Film Asia aus Singapur waren Co-Produzenten. Den Weltvertrieb des Films übernahm der in Berlin ansässige Distributor Films Boutique. Hele Sa Hiwagang Hapis hat eine lange Entwicklungsgeschichte. Eine erste Version des Drehbuchs stammt aus dem Jahr 1999. Diaz konnte zu diesem Zeitpunkt jedoch keine Finanzierung für den Film sichern. Erst als er 2011 über den Schauspieler Ronnie Lazaro die Produzentin Bianca Balbuena traf, nahm die Entwicklung des Films wieder an Fahrt auf. Balbuena fand Gefallen am Drehbuch und brachte den Film in den Asian Project Market des Busan International Film Festival im Jahr 2012 ein. In der Folge produzierte sie mit Dissidenz Films im Jahr 2013 eine Kurzfilm-Version namens Prologue to the Great Desaparecido, die auf dem Festival Internacional de Cine de San Sebastián gezeigt wurde. 2014 konnte Balbuena Paul Soriano für die Finanzierung des Films gewinnen, sodass Anfang 2015 die Dreharbeiten beginnen konnten. Ein Rohschnitt wurde 2015 auf dem Asian Film Market des Busan Film Festival vorgeführt. Die beiden Schauspieler John Lloyd Cruz und Piolo Pascual wurden aufgrund ihres Status als Mainstream-Schauspieler in den Philippinen als herausragende Mitglieder des Cast verstanden.

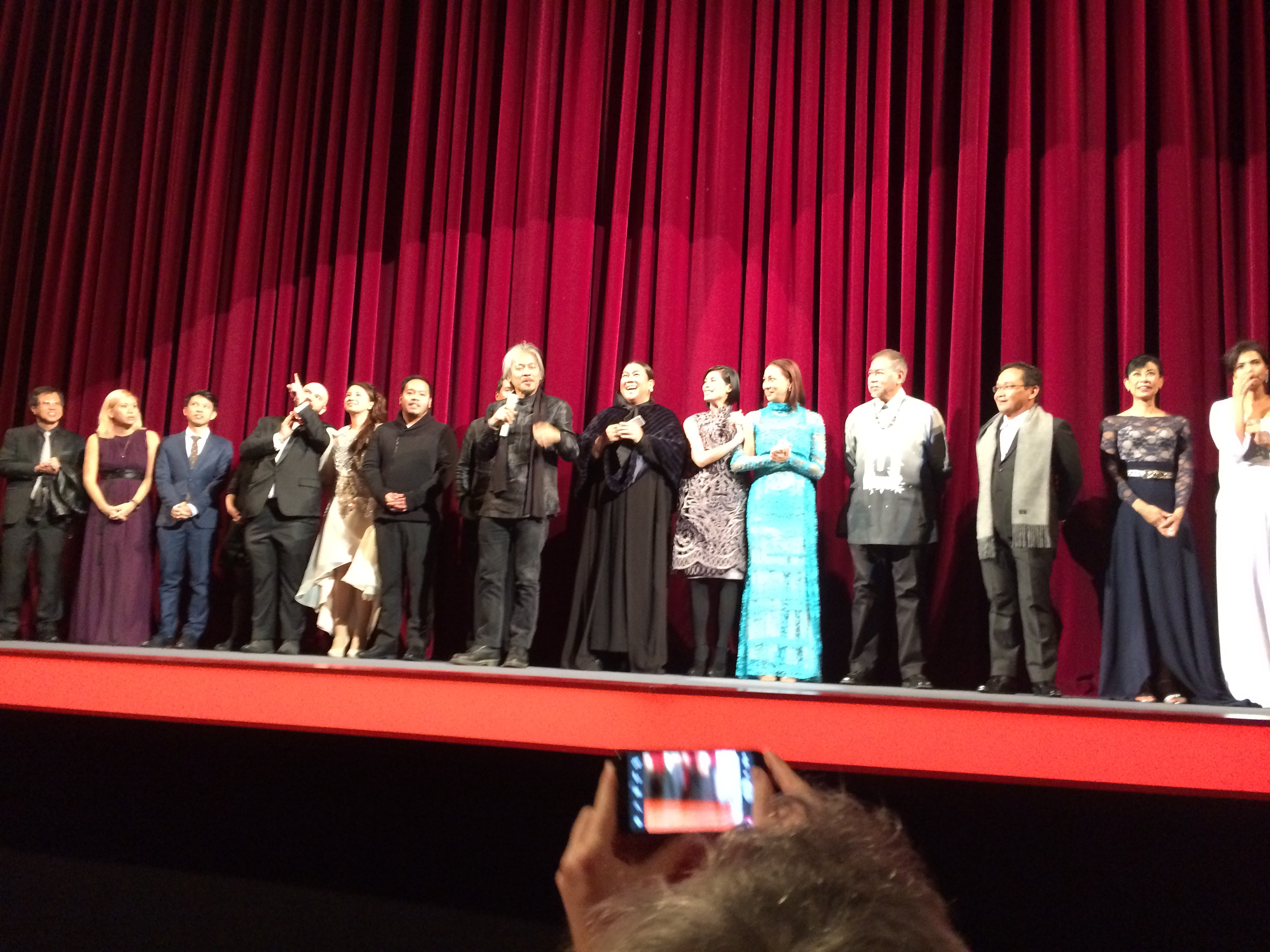
Der Regisseur Lav Diaz bedankt sich beim Publikum im Berlinale-Palast nach der Premiere von Hele Sa Hiwagang Hapis am 18. Februar 2016.

Die Weltpremiere von Hele Sa Hiwagang Hapis fand am 18. Februar 2016 im Rahmen des Wettbewerbs der 66. Berlinale statt. Mit 482 Minuten Laufzeit handelt es sich um den längsten Film, der jemals in Wettbewerb der Berlinale aufgeführt wurde. Lav Diaz, der nicht nur Regie führte, sondern auch das Drehbuch verfasst hatte und den Schnitt übernahm, war bereits zuvor einmal auf der Berlinale vertreten. Bei den Internationalen Filmfestspielen Berlin 2000 lief sein zweiter Spielfilm Hubad Sa Ilalim Ng Buwan im Programm des Forums. Hele Sa Hiwagang Hapis ist sein erster Wettbewerbsbeitrag für eines der großen drei Filmfestivals in Berlin, Cannes oder Venedig. Bereits vor dem Film hatte Diaz Erfahrung mit einem Film mit deutlicher Überlänge gemacht. Mit Mula Sa Kung Ano Ang Noon, der fünfeinhalb Stunden Laufzeit hat, gewann er 2014 beim Filmfestival von Locarno den Goldenen Leopard. Diaz selbst ist mit dem Fokus der Diskussion auf die Länge seines Films nicht glücklich gewesen. So gab er gegenüber der Presse an, er nehme für sich in Anspruch, Kunst zu schaffen, für die Länge keine Kategorie sei:

“We’re labeled ‘the slow cinema’ but it’s not slow cinema, it’s cinema. […] I don’t know why … every time we discourse on cinema we always focus on the length. […] It’s cinema, it’s just like poetry, just like music, just like painting where it’s free, whether it’s a small canvas or it’s a big canvas, it’s the same … So cinema shouldn’t be imposed on.”

„Wir werden als ‚das langsame Kino‘ stigmatisiert, aber es ist nicht langsames Kino, es ist Kino.  […] Ich weiß nicht warum … jedes Mal, wenn wir über Filme reden, wird auf die Länge abgehoben. […] Es ist Kino, es ist wie Poesie, genau wie Musik, wie ein Gemälde, bei dem es egal ist, ob es auf einer kleinen oder großen Leinwand gemalt wurde, es ist dasselbe … Also sollte das Filmen nicht aufgezwungen werden.“

Die Produzentin Bianca Balbuena äußerte deshalb auch gegenüber dem Festival Dankbarkeit, dass keine Wünsche nach Kürzungen an das Filmteam herangetragen wurden.

## Kritik

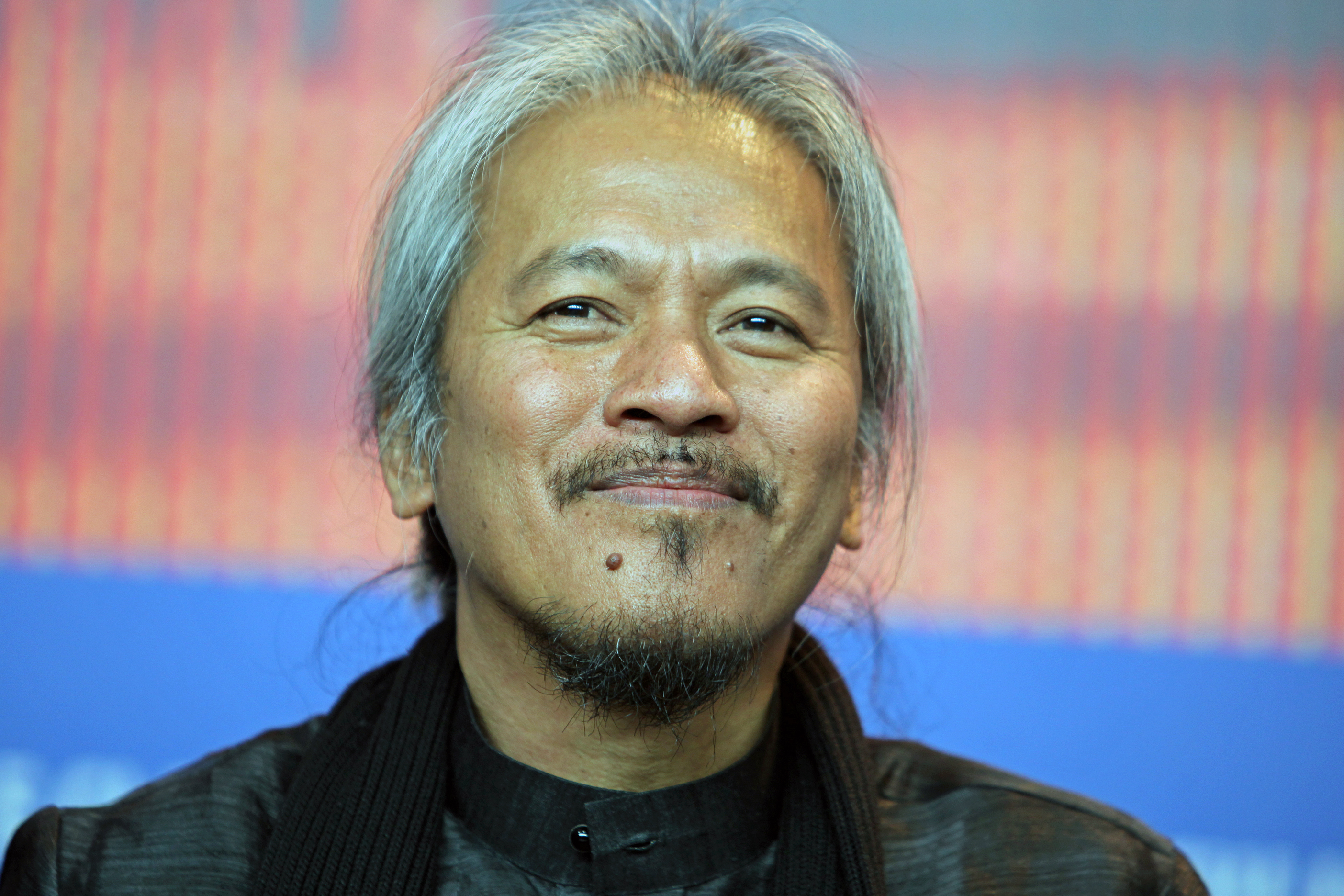
Lav Diaz bei der Premiere des Films im Rahmen der Berlinale 2016

Die Kritiken zu Hela Sa Hiwagang Hapis hoben insbesondere auf die Länge von acht Stunden ab und fielen in der Bewertung des Films zwiegespalten aus. Fabian Wallmeier rezensierte ihn für den Rundfunk Berlin-Brandenburg, kam dabei zu einer äußerst positiven Bewertung und wünschte dem Film die Auszeichnung mit dem Goldenen Bären. Er spitzte seine Bewertung folgendermaßen zu: „Acht Stunden. Schwarz-Weiß. Über den philippinischen Aufstand gegen die spanische Kolonialmacht. Das klingt nicht nur nach einer Zumutung, sondern es ist auch eine – und zugleich das große, alles überstrahlende Meisterwerk, das dem Wettbewerb bislang gefehlt hat.“ Die Kamera beschrieb Wallmeier als rigide, den Einsatz des Schnitts durch Diaz als äußerst sparsam. Aufgrund des gewählten Seitenverhältnisses von 4:3 sei eine besonders konzentrierte Bildanordnung notwendig gewesen. Im Gegensatz zu Wallmeiers positiver Bewertung kam Carsten Beyer für das Kulturradio zu einer zwiespältigen Einschätzung. Er ordnete den Film als historisches Essay ein, lobte die starken Bilder und Kontraste, kam letztendlich aber zu folgendem Ergebnis: „Die erratische Dramaturgie und die zum Teil recht hölzernen Schauspieler machen die acht Stunden aber letztlich zu einem zweifelhaften Vergnügen – trotz der betörend schönen Bilder.“
Gunnar Decker rezensierte den Film für Neues Deutschland und schrieb einen Verriss. Sein Fazit lautete: „Man hätte das allen ersparen sollen. Denn das Heldenepos über den Kampf philippinischer Rebellen im Jahr 1896 gegen die spanische Besatzungsmacht wirkt so unbeholfen wie eine unfreiwillige Parodie, die partout nicht enden will. Dass man das ‚Mysterium‘ zeigen und es offenbar zugleich ‚dekonstruieren‘ will, macht die Sache nicht besser. Im Gegenteil, man blickt nun überhaupt nicht mehr durch und das ist – bei der Dauer der Veranstaltung – kein angenehmes Gefühl.“ Hannah Lühmann lieferte für Die Welt einen Erfahrungsbericht ihres Kinotages und beschrieb den Film als aufgrund seiner Vielschichtigkeit nicht leicht zu verstehen: „[…] es ist ein Film, der mit unendlich vielen Ebenen spielt, von denen man wahrscheinlich nicht einmal die Hälfte versteht, weil sie nicht zu dem gehören, was einem erzählt wurde, als man klein war. Aber das, was man versteht, ist das anfängliche, das noch individuelle Entsetzen über den Tod eines Menschen, die Gemeinheit der Hinrichtung, das Entsetzen, wenn der Tod noch etwas Individuelles ist, nichts Massenhaftes.“ Für Lühmann war Hela Sa Hinwagang Hapis eine körperliche Erfahrung und biete letztendlich einen hoffnungsvollen Ausblick: „Die Schreie, die Lieder, das Zirpen – all das sickert in einen ein, wird körperlich. Wenn man Hule, eine der drei Frauen aus der Gruppe, berichten hört, in der natürlichen Länge der alltäglichen Sprache, wie ihre zwei Söhne vor ihren Augen abgeschlachtet wurden, dann fragt man sich fast, wie das eigentlich sonst funktioniert, mit der Empathie, im Kino, wenn die Dinge verdichteter sind, wenn das Bewusstsein nicht zerkocht ist von der Illusion der währenden Realität auf der Leinwand. ‚Hela Sa Hiwagang Hapis‘ ist übrigens ein hoffnungsvoller Film. Aber das versteht man erst am Ende. Ganz am Ende.“
Auch international zeigte sich die Ambivalenz in der Kritik. So kritisierte Deborah Young für den Hollywood Reporter insbesondere den Schnitt von Diaz, der den Film verlangsame und das Verständnis erschwere. Ebenso vermisste Young eine Botschaft, die über die acht Stunden des als „visual poem“ charakterisierten Films bestehen könne. Sie schätzte den Film etwas schwächer ein als Mula Sa Kung Ano Ang Noon, den Gewinner in Locarno 2014. Ihre abschließende Einschätzung drückte nochmals ihre ambivalente Haltung aus: „Der Stoff ist derart reichhaltig, dass er danach verlangt, in einem fokussierten Film abgehandelt zu werden. Angesichts der Revolution, die abseits der Kamera stattfindet, ist es auch ein sehr verinnerlichender Film. Diaz hat ein starkes Gefühl für menschliche Komik, wenn Feigheit und Betrug mit Heldentum und Solidarität einhergeht. Dies alles aber auf einen unentschlossenen Intellektuellen, eine halbverrückte Ehefrau und einige gackernde Bösewichte zu reduzieren, vereinfacht die Geschichte zu sehr.“ Guy Lodge, der den Film für Variety sah, beurteilte ihn ebenfalls negativ. Sein Fazit lautete: „Dieser über acht Stunden lange morgendliche Appell für die in der Philippinischen Revolution von 1896 verlorenen Leben und Freiheiten mag ein ernsthaftes Anliegen des Regisseurs sein; es ist jedoch auch ein Werk steinerner, Publikums-feindlicher Genusssucht. […] Diaz’ übergroßer Bilderteppich historischer Fakten, Folklore und Kinopoesie ist in seiner Ausdruckskraft sicherlich ambitioniert, verfällt aber in eine Art Pathos und didaktische Rhetorik, die seine wuchtigen Vorgängerfilme Norte, the End of History und From What Is Before so elegant vermieden hatten.“

## Auszeichnungen
Hele Sa Hiwagang Hapis erhielt den Silbernen Bären für den Alfred-Bauer-Preis 2016.